# Henotesia variegata
Henotesia variegata är en fjärilsart som beskrevs av Charles Oberthür 1916. Henotesia variegata ingår i släktet Henotesia och familjen praktfjärilar. Inga underarter finns listade i Catalogue of Life.